# 노라 던
노라 던(Nora Dunn, 1952년 4월 29일 ~ )는 미국의 배우, 성우이다.
시카고에서 태어났다.

## 출연 작품
- 당신은 나라를 사랑하는가 (2018년)
- 어 라이트 비니스 데어 피트 (2015년)
- 프랭키 고 붐 (2012년) - 카렌 역
- LOL (2012년) - 메밀리 엄마 역
- 마이 수어사이드 (2009년)
- 아렌 파버 (2009년)
- 사랑은 너무 복잡해 (2009년) - 샐리 역
- 다윈어워드 (2006년)
- 사우스랜드 테일 (2006년)
- 퍽키드 (2006년) - 리오나 역
- 러브 포 렌트 (2005년)
- 프라이즈 위너 (2005년)
- 노벰버 (2004년) - 닥터 페인 역
- 사랑에 빠지는 아주 특별한 법칙 (2004년)
- 다이 모미 다이 (2003년)
- 히브루 해머 (2003년)
- 아웃 오브 타임 (2003년)
- 런어웨이 (2003년)
- 브루스 올마이티 (2003년) - 엘리 로만 역
- 스톰 왓치 (2002년)
- 체리쉬 (2002년)
- 맥스 키블의 대반란 (2001년) - 릴리 키블 역
- 마음대로 훔쳐라 (2001년)
- 하트브레이커스 (2001년)
- 너 어느 별에서 왔니? (2000년)
- 드롭 데드 고저스 (1999년)
- 쓰리 킹즈 (1999년) - 에드리언 크루즈 역
- 에어 버드 2 (1998년)
- 불워스 (1998년)
- 마지막 만찬 (1995년)
- 로큰롤 타운 (1994년)
- 아이 러브 트러블 (1994년)
- 귀여운 빌리 (1993년)
- 패션 피쉬 (1992년)
- 정열의 스텝 (1991년)
- 마이애미 블루스 (1990년)
- 상아탑 정복 작전 (1989년)
- 워킹 걸 (1988년)

### 텔레비전
- 새터데이 나잇 라이브 (1985-90)
- 못말리는 유모 (1996, 1998-99)
- 샤크 (2006-07)